# Benzoyl peroxide
Benzoyl peroxide (BPO) là một loại dược phẩm quan trọng nhưng cũng được sử dụng trong công nghiệp hóa chất. Đây là một loại thuốc được sử dụng để điều trị mụn trứng cá ở mức độ từ nhẹ đến trung bình. Đối với trường hợp nặng hơn, thuốc này có thể được sử dụng cùng với các phương pháp điều trị khác. Một số phiên bản khác thì phối hợp chất này với thuốc kháng sinh như clindamycin. Một số ứng dụng khác của benzoyl peroxide có thể kể đến như tẩy trắng bột, nhuộm tóc, tẩy trắng răng và tẩy trắng vải dệt. Chúng cũng được sử dụng trong ngành công nghiệp nhựa.
Các tác dụng phụ thường gặp khi sử dụng có thể kể đến như kích thích da, da khô hoặc bong tróc. Mức độ an toàn nếu sử dụng thuốc trong thai kỳ vẫn chưa rõ ràng. Benzoyl peroxide được xếp vào nhóm hóa chất peroxide. Khi được sử dụng để điều trị mụn trứng cá, benzoyl peroxide hoạt động bằng cách giết chết vi khuẩn.
Benzoyl peroxide lần đầu tiên được sản xuất vào năm 1905 và được đưa vào sử dụng trong những năm 1930. Nó nằm trong danh sách các thuốc thiết yếu của Tổ chức Y tế Thế giới, tức là nhóm các loại thuốc hiệu quả và an toàn nhất cần thiết trong một hệ thống y tế. Benzoyl peroxide có sẵn dưới dạng thuốc gốc và được bán sẵn trên quầy. Tại Vương quốc Anh, 150 ml dung dịch 10% có giá NHS vào khoảng £ 4. Tại Hoa Kỳ, chi phí cho một tháng điều trị là ít hơn 25 đô la Mỹ.